# Beranův mlýn
Beranův mlýn ve Vlastibořicích v okrese Liberec je vodní mlýn, který stojí na řece Mohelka na samotě poblíž osady Trávníček. Je chráněn jako nemovitá kulturní památka České republiky.

## Historie
Mlýn je poprvé zmíněn v roce 1612. Roku 1862 jej koupil Jiří Beran a přestavěl do současné podoby; původní kamenný mlýn nahradil dřevěným.
Počátkem 20. století byla ve mlýně brusírna skla, která zaměstnávala kolem 10 zaměstnanců. Povodeň v roce 1945 strhla jez; ten byl opraven v letech 1976–1980 při rozsáhlé rekonstrukci celého areálu.

## Popis
Mlýnice je součástí dispozice domu, je roubená a vícepodlažní. Celou budovu včetně střechy kryje štípaný šindel, přízemí má zdobené dřevěné sloupky. Mlýnice s koly se nacházela v zadní části domu na zadní stěně.
Hospodářské budovy pocházejí z doby původního kamenného mlýna. Štít stodoly zdobí růžice z cihel, cihlami vyzděné stěny pod klenbou mají otvory, kterými dovnitř proudil vzduch a větral uložené nevymlácené obilí.
Voda na vodní kola vedla náhonem od horního jezu vzdáleného asi 400 metrů nad mlýnem. Poté tekla odtokovým kanálem k dalšímu mlýnu na Mohelce, k Družstevnímu mlýnu v Sedlišťce. V roce 1930 měl mlýn 2 kola na vrchní vodu (spád 2,87 m, výkon 5,6 HP).